# Storia della Slovenia
Viene qui di seguito riassunta, anche in forma cronologica, la Storia della Slovenia.

## Storia antica
L'attuale territorio della Slovenia era originariamente abitato da popolazioni celtiche e illiriche, quando i Romani ne iniziarono la conquista intorno al 230 a.C.

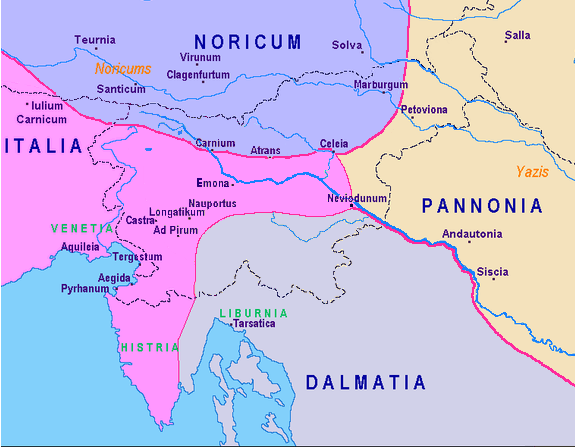
L'area dell'attuale Slovenia durante l'Impero Romano (I secolo d.C.)

Roma dominò per circa sette secoli la regione, che fu divisa fra tre provincie: Italia (Regio Venetia et Histria), Norico e Pannonia. Le sue principali città erano Celeia, Emona, Nauportus Poetovio. La romanizzazione della regione era completa all'arrivo delle invasioni barbariche. Nel 450 d.C. Attila distrusse Emona, la principale città della regione, che comunque si riprese momentaneamente sotto gli Ostrogoti di Teodorico.
- V-III secolo a.C.: l'attuale territorio sloveno è abitato da tribù illiriche
- 229-219 a.C.: guerre illiriche, mediante le quali Roma estenderà la propria influenza sulla regione
- II secolo a.C.-V secolo d.C.: dominazione romana. L'area entrerà a far parte, in tarda età repubblicana, della provincia del Norico, e, a partire dal I secolo dell'era volgare, verrà suddivisa fra le tre province di Norico, Pannonia e Dalmazia (Illyricum). In epoca alto-imperiale inizia a diffondersi il cristianesimo, che però si imporrà come religione dominante solo nel IV secolo
- 388 - Nei pressi dell'odierna Ptuj viene combattuta la battaglia della Sava fra l'usurpatore Magno Massimo e l'imperatore Teodosio I che riporta una schiacciante vittoria sul proprio avversario
- 394 - Nella media valle del Vipacco (attualmente in territorio sloveno) viene combattuta la battaglia del Frigido (cosiddetta "battaglia della Bora") fra l'usurpatore Flavio Eugenio e l'imperatore Teodosio I che lo sconfigge
- V secolo: popolazioni germaniche invadono il territorio che, a partire dal 445 circa, subisce devastazioni e saccheggi anche da parte degli Unni

## Storia medievale
Il nome italiano Gorizia deriva dal sostantivo slavo gorica (leggi gorìza), diminutivo di gora (monte), che in lingua slovena significa collina. Il nome di Gorizia compare per la prima volta nell'anno 1001, nell'atto di donazione imperiale che Ottone III con il quale egli cedeva in parti eguali il castello di Salcano e la villa denominata Goriza (MEDIETATEM PREDII SOLIKANO ET GORZA NUNCUPATUM), a Giovanni, patriarca di Aquileia, e a Guariento, conte del Friuli.

La località è ricordata in un documento del 1015:
Durante le invasioni barbariche ai tempi della fine dell'Impero romano d'Occidente molte popolazioni romanizzate dell'arco alpino ripiegarono nella penisola italiana o furono assimilate o annientate. Come si deduce dai registri della Chiesa Metropolitana di Aquileia lo stesso destino toccò alle popolazioni romanizzate dei centri urbani delle regioni orientali dell'Italia romana: Emona, Celeia, Poetovio, Aguntum, Teurnia, Virunum, Scarabantia, Postumia, Idria..
I territori abbandonati vennero popolati da tribù slave sospinte verso ovest dalla espansione degli Avari. Come risulta dalla Historia Langobardorum dello storico longobardo Paolo Diacono la migrazione verso ovest delle tribù slave fu arrestata nel 720 presso il fiume Natisone dai Longobardi, che consentirono ad esse di insediarsi sulle colline prospicienti la pianura friulana.
Durante l'VIII secolo l'opera missionaria di monaci irlandesi o di scuola irlandese del vescovato di Salisburgo e del patriarcato di Aquileia, iniziata nel 753 dal monaco irlandese san Modesto inviato nella regione come corepiscopo di Carantania dal vescovo Virgilio di Salisburgo, portò alla cristianizzazione delle comunità slave, a cui i Franchi dall'inizio del IX secolo consentirono di espandere i propri insediamenti fino alle aree spopolate dell'Istria settentrionale a ridosso delle ancora prospere cittadine costiere come risulta documentato nel Placito del Risano
Sotto Carlo Magno, la Carniola fece parte della Marca del Friuli, ma poi divenne un margraviato autonomo, governato da un margravio di etnia slava con sede a Kranj, soggetto ai duchi di Carinzia. L'area occidentale alpino-litoranea invece continuò a far parte del Friuli storico.

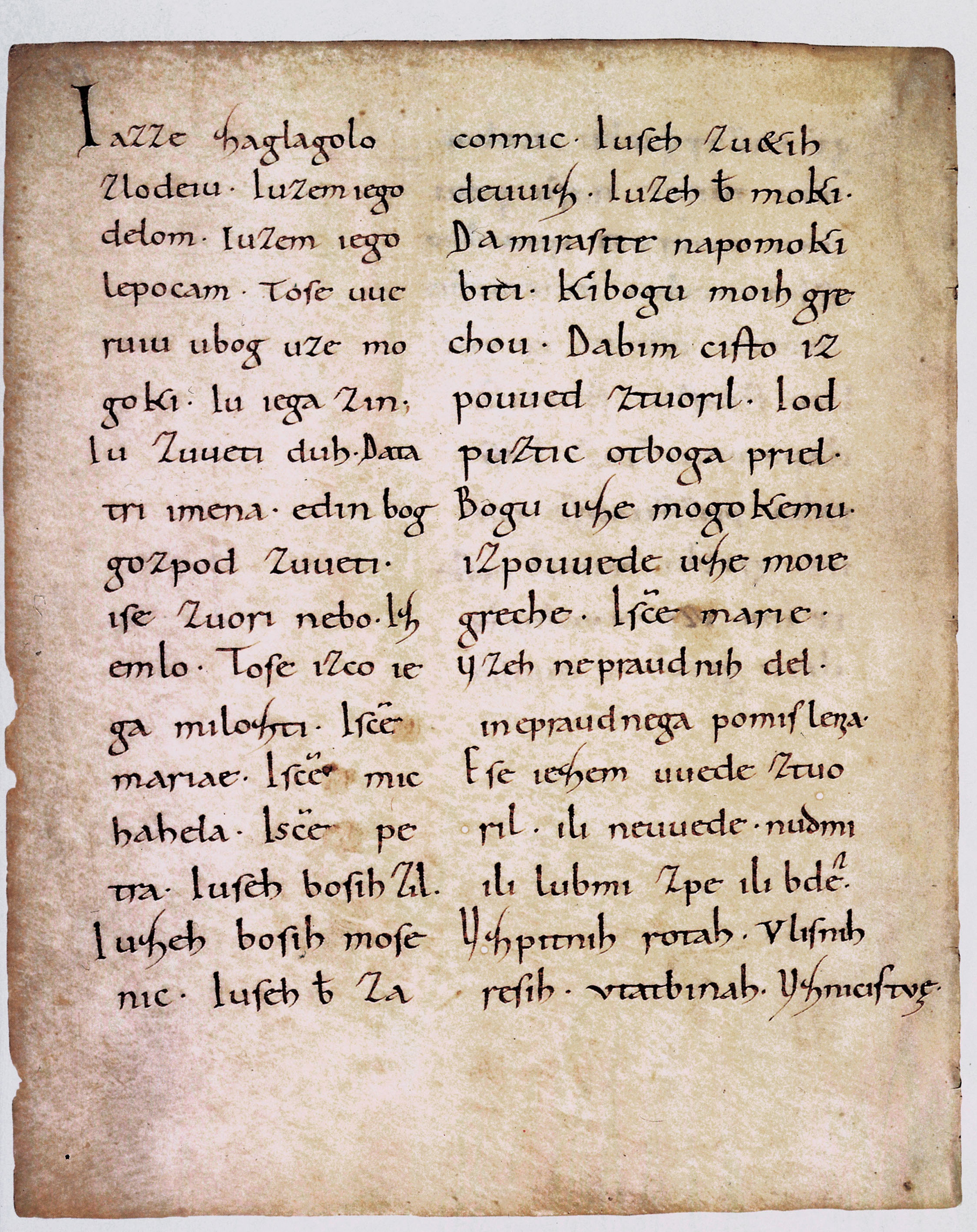
Il "Manoscritto di Freising" in alfabeto latino fu il primo documento in lingua slovena

Nel X secolo diverse cittadine e vallate della zona furono aggregate, seppur distanti, a Principati vescovili dell'area tedesca, mentre nel 1071 anche la Carniola fu sottoposta alla giurisdizione secolare dei Patriarchi di Aquileia. Questi la diedero in feudo alla casata di Babenberg, iniziando così il legame storico e statuale fra la Slovenia e l'Austria. Nel 1245, Federico II di Babenberg, duca d'Austria e di Stiria, ottenne il titolo di Ducato anche alla Carniola. Nel 1278 la città di Capodistria e la zona costiera istriana a lei vicina, fino a quel momento appartenuta al Patriarcato, si unì alla Repubblica di Venezia.
Seguì un periodo di governo della casa di Carinzia e Tirolo, che erano già signori anche dell'area di Gorizia, ma alla morte di Enrico di Carinzia e Tirolo nel 1335 la Carinzia, la Carniola, la Stiria ed altri possedimenti furono assegnati dall'Imperatore Ludovico il Bavaro a Ottone IV d'Asburgo. Dal 1335 pertanto iniziò il lungo periodo di dominio asburgico.
- VI secolo: le popolazioni slave antenate degli Sloveni e dei Croati, spinte verso ovest dagli Unni, raggiungono i territori a est delle Alpi Giulie
- 493-553: l'area entra a far parte del Regno d'Italia di Teodorico e dei suoi successori
- 553-600 circa: all'indomani delle guerre gotiche la regione, riconquistata da Giustiniano I, viene invasa dalla tribù barbariche dei Longobardi, Avari e Slavi; l'Impero bizantino potrà esercitare un effettivo controllo solo sulla parte sud-occidentale di essa.
- VII secolo: tribù slave, dalle quali deriveranno gli sloveni, si impongono sugli Avari e su altre popolazioni barbare, stanziandosi definitivamente nell'attuale Slovenia, e in zone dell'Austria sudorientale
- 627-658: l'area entra presumibilmente a far parte dell'Impero di Samo
- VIII secolo: sottomessi dai Franchi e convertiti al cristianesimo, gli slavi della regione diverranno fedeli sudditi dell'Impero carolingio (800)
- Nella 1ª metà del X secolo coloni slavi si insediarono anche nella Bassa friulana spopolate da ben 12 devastanti incursioni degli Ungari[8].
- 952: gli sloveni entrano a far parte del ducato di Carentania. Successivamente da questo ducato si staccano due regioni: la Carniola e la Stiria
- XIII secolo: gli sloveni entrano a far parte del regno di Ottokar di Boemia
- 1278: il Sacro Romano Impero sconfigge Ottokar a Marchfeld e la Stiria cade sotto gli Asburgo
- 1335: anche la Carinzia e la Carniola entrano a far parte dei domini degli Asburgo

## La Slovenia nell'Impero asburgico
L'attuale Slovenia fece parte del Sacro Romano Impero per molti secoli. Gli Asburgo ne furono i massimi feudatari. La supremazia degli Asburgo venne minacciata dall'unico casato nobile sloveno, i Conti di Celje (Cilli) che si estinsero nel 1456. Tutto il territorio dell'odierna Slovenia, ad eccezione delle città del litorale della Repubblica di Venezia, passò agli Asburgo.
Dal Trecento in poi furono fondati importanti centri religiosi: i monasteri, che difesero il Cattolicesimo durante le sommosse protestanti. Diverse località slovene ottennero i diritti come città in questi secoli: Kamnik (1228) e Kranj (1256), Škofja Loka (1274), Novo mesto (1365) e Celje (1451).
Nel Quattrocento e Cinquecento i Turchi fecero diverse incursioni nei territori sloveni. Gli abitanti della campagna cercarono di proteggersi creando i Tabor, le chiese fortificate. Ci furono inoltre anche rivolte di contadini, non solo scontenti della cattiva difesa dall'Impero ottomano, ma anche delle nuove tasse e dei servizi gratuiti. Le più grandi furono le rivolte del 1515 e del 1573. Queste rivolte continuarono fino al Settecento.
Napoleone Bonaparte creò le Province illiriche, che saranno l'embrione della futura Slovenia. Queste Province, istituite nel 1809 con capitale Lubiana, vennero sciolte nel 1813, quando furono rioccupate dall'Austria. L'età della Restaurazione vide sancita l'annessione all'Impero d'Austria anche delle terre che erano state della Repubblica di Venezia, fra cui Capodistria ed il litorale istriano.

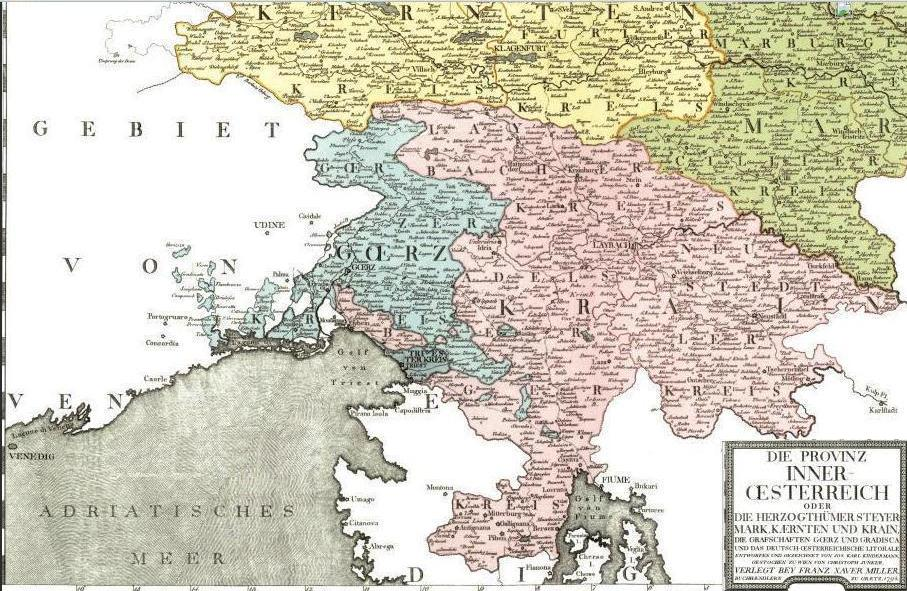
In rosa: estensione del Ducato di Carniola nel 1794, che ha costituito il nucleo fondante dell'attuale stato sloveno.

- XV-XVII secolo: la Carinzia, la Stiria e la Carniola subiscono invasioni turche
- 1478-1513: scoppiano rivolte contadine in Carniola domate nel sangue dagli Asburgo e dalla nobiltà locale, di origine prevalentemente germanica
- XVI secolo: si diffondono fra i gruppi etnici sloveni le dottrine della riforma. Si inizia ad utilizzare la lingua slovena dopo la traduzione del Nuovo Testamento in tale lingua ad opera di Primož Trubar
- 1584: vede la luce la prima grammatica slovena ad opera di Adam Bohorič. Negli stessi anni viene tradotta anche la Bibbia da J. Dalmatin
- XVIII secolo (ultimo decennio) e XIX secolo (primi due decenni) - Valentin Vodnik (1758-1819) è a capo del movimento di risveglio nazionale sloveno.
- 1797: vede la luce il primo giornale in lingua slovena.
- XIX secolo (prima metà) - Jernej Kopitar (1780-1844) crea un modello di lingua letteraria (ed un modello estetico) per lo sloveno che verrà accettato solo parzialmente e non senza annose polemiche
- XIX secolo (prima metà) - France Prešeren (1800-1849), esponente del classicismo prima, ed in seguito del romanticismo, massimo poeta in lingua slovena, scrive il testo dell'attuale inno nazionale della Slovenia. La data della sua morte (8 febbraio) viene commemorata ogni anno dal popolo sloveno con un'importante festa, la Giornata della cultura
- 1805: dopo l'arrivo di Napoleone anche le terre della futura Slovenia e della Croazia, ed italiane di quella che diventerà poi la regione Venezia Giulia, passano provvisoriamente sotto la dominazione francese con il nome di Province illiriche
- 1808: esce la prima grammatica slovena di Kopitar
- 1815: le Province Illiriche vengono incorporate nell'Impero austriaco
- 1849: a seguito della politica accentratrice del ministro austriaco Bach le popolazioni di lingua slovena vedono conculcati i propri diritti
- 1852: nasce la società letteraria di Sant'Ermagora
- 1882: il gruppo etnico sloveno ottiene la maggioranza alla dieta della Carniola e a quella del consiglio comunale di Lubiana
- 1907: viene introdotto da Francesco Giuseppe I d'Austria il suffragio universale maschile
- 1914-1918: durante la prima guerra mondiale i gruppi etnici sloveni sono arruolati nelle file dell'esercito austro-ungarico

## La Slovenia nella Jugoslavia tra le due guerre mondiali

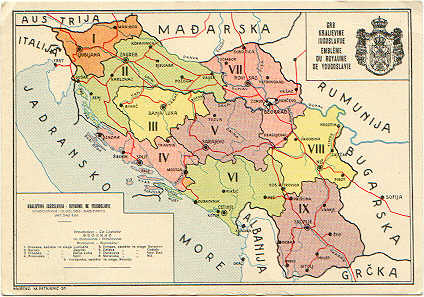
La Slovenia (in arancione) dentro il Regno di Iugoslavia, tra le due guerre mondiali

Dopo la prima guerra mondiale persa dall'Impero austro-ungarico, la regione divenne parte del neonato Regno di Jugoslavia ("Regno dei serbi, dei croati e degli sloveni") ad esclusione delle terre a ovest/sud-ovest del crinale delle Alpi Giulie, con il bacino dell'Isonzo, e la regione carsico-istriana che furono attribuite al Regno d'Italia.
- 1918: viene creato, dopo lo smembramento dell'Impero austro-ungarico, il Regno dei Serbi, Croati e Sloveni. Parte della popolazione di lingua slovena residente nei territori rimasti sotto la sovranità dell'Austria o ceduti all'Italia, verrà incorporata in questi due Stati (30% circa dell'intero gruppo etnico sloveno)
- 1921: è votata nel Regno di Jugoslavia una carta costituzionale di ispirazione centralista (nota anche come Vidov dan, ossia il giorno di San Vito)
- 1929: colpo di Stato di re Alessandro I che instaura un regime semidittatoriale e centralista. Il Regno dei Serbi, Croati e Sloveni viene ribattezzato Regno di Jugoslavia
- 1931: viene emanata una nuova costituzione che riflette gli orientamenti centralisti e autoritari dello Stato
- 1934: il re Alessandro è assassinato a Marsiglia; il reggente principe Paolo garantisce la continuità della dinastia e nomina primo ministro Stojadinovič che forma un governo di ispirazione conservatrice

## La Slovenia durante la seconda guerra mondiale

Spartizione del territorio sloveno tra Germania, Italia e Ungheria, dopo l'aggressione delle forze dell'Asse alla Jugoslavia

Durante la seconda guerra mondiale, nel 1941, la Jugoslavia venne invasa dagli eserciti dell'Asse, e la Slovenia fu divisa fra l'Italia (con la creazione della Provincia di Lubiana), la Germania e l'Ungheria. Dal settembre 1943 anche la zona precedentemente annessa dall'Italia fu occupata dal Terzo Reich, e divenne parte della Zona d'operazioni del Litorale adriatico. Con lo svilupparsi di una feroce guerriglia partigiana negli ultimi anni di guerra, la Slovenia fu teatro di numerosi scontri con notevoli spostamenti di popolazione specialmente dopo il 1945: la popolazione autoctona tedesca venne espulsa (isola linguistica di Gottschee) e quella italiana, maggioritaria nell'area di Capodistria fu coinvolta in una diaspora forzata nota come esodo istriano. 
- 1941-1943 nel corso della seconda guerra mondiale la Jugoslavia viene invasa dagli italiani e dai tedeschi. La Slovenia è oggetto di una spartizione tra Germania, Italia (Provincia di Lubiana) e Ungheria. Anche in Slovenia, come nel resto della Jugoslavia, prende vita un attivo movimento di resistenza (partigiani) al nazifascismo
- 1943: Creazione a Jajce (Bosnia settentrionale) del comitato di liberazione nazionale e antifascista, l'"AVNOJ". Nel settembre del 1943, a seguito della resa italiana agli Alleati, l'intera Slovenia viene occupata dalle truppe tedesche passando sotto le dirette dipendenze del gauleiter di Carinzia Friedrich Rainer
- 1944: In ottobre Belgrado viene liberata dall'occupazione tedesca

## La Slovenia nella Jugoslavia socialista
Tra aprile e maggio 1945 le forze armate della resistenza jugoslava (IX corpus sloveno) occupano quasi interamente il territorio abitato dal gruppo etnico sloveno. Al termine della guerra viene creata la Repubblica Socialista Federale di Jugoslavia con a capo Josip Broz Tito. La Jugoslavia diventa una repubblica federale formata da sei repubbliche, fra cui la Slovenia come repubblica federata (con capitale Lubiana), e due regioni a statuto speciale. Lo sloveno è una delle tre lingue ufficiali insieme al serbo-croato e al macedone.
Nel 1947 si definiscono a Parigi le frontiere settentrionali ed occidentali fra la Slovenia (integrata nella Jugoslavia socialista) e l'Italia. Il goriziano orientale (per tre quarti slavofono) va alla Slovenia insieme alla media ed alta valle dell'Isonzo (anch'esse slavofone), così come la massima parte del carso triestino. La città di Gorizia (italofona) resta all'Italia, anche se amputata di gran parte del proprio entroterra, così come la Val Canale (a popolazione mista, italo-friulana, tedesca e slovena) e la Slavia friulana, in massima parte abitata da sloveni, molti dei quali sono però integrati da tempo nella comunità italo-friulana (è dal 1866 che la zona fa parte dell'Italia). Resta da definire la sorte del litorale slovenofono, fra Duino e Grignano, e di quello italofono compreso fra Grignano e Cittanova (con la città di Trieste), entrambi facenti parte del Territorio Libero di Trieste.
Nel 1954, con la soppressione del Territorio Libero di Trieste, la Slovenia jugoslava annesse anche la porzione settentrionale della Zona B, corrispondente alla città di Capodistria ed ai suoi dintorni, guadagnando così la sponda meridionale del golfo di Trieste ed uno sbocco sul Mare Adriatico. Il confine meridionale con la Croazia fu fissato invece lungo il torrente Dragogna. Il confine italo-jugoslavo fu definitivamente fissato con il Trattato di Osimo del 1975.
Nel 1954 col Memorandum di Londra, la zona A del Territorio Libero di Trieste viene ceduta in amministrazione all'Italia (salvo lievi rettifiche territoriali a suo sfavore), mentre la zona B verrà spartita fra gli Stati federali jugoslavi di Croazia (fino al fiume Dragogna), e di Slovenia (a settentrione di tale corso d'acqua). L'Italia perde in tal modo alcuni importanti centri urbani italo-veneti (fra cui Capodistria, Pirano, Isola, Buie, Cittanova). Anche la Slovenia lascia fuori dalle proprie frontiere un numero imprecisato ma cospicuo di connazionali in Slavia friulana, Bisiacaria e nel litorale triestino. Presto vari sloveni - incluso lo storico Bogdan C. Novak 
fuggono dal regime di polizia imposto da Tito nei primi anni di socialismo jugoslavo.
Dopo gli anni sessanta la Slovenia, considerata la regione maggiormente sviluppata della Jugoslavia di Tito, iniziò uno sviluppo socioeconomico di rilievo. All'inizio degli anni novanta la Slovenia fu la seconda regione jugoslava a diventare indipendente, dopo la Croazia e soltanto per mezz'ora di differenza. Infatti durante la riunione del Parlamento Sloveno il 25 giugno 1991, il presidente dello stesso Parlamento diede lettura di un telegramma proveniente dal Parlamento Croato di Zagabria, che comunicava l'avvenuta proclamazione della Croazia indipendente. Ciò avvenne circa mezz'ora prima della votazione finale a Lubiana.
- 1948: Tito viene espulso dal Cominform e crea un modello autonomo di comunismo
- 1950: il governo di Belgrado emana una complessa normativa sull'autogestione
- 1975 - A seguito del trattato di Osimo fra la Jugoslavia e l'Italia, i confini fra quest'ultimo Stato e la Slovenia, riconosciuti di fatto fin dal 1954, divengono definitivi e intangibili

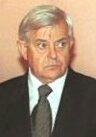
Milan Kučan, il volto della Slovenia indipendente

- 1980: Tito muore. Si acuiscono le tensioni fra le Repubbliche più ricche, Slovenia e Croazia, integrate culturalmente nell'Occidente europeo (specie la prima), e quelle più povere e arretrate.
- 1986: Milan Kučan è eletto presidente della Lega dei comunisti sloveni. Molte speranze sono riposte su di lui: si inaugura un nuovo periodo, caratterizzato da una maggiore apertura politica ed economica
- 1988: aumenta la tensione tra Serbia e Slovenia. Da più parti si denuncia la presenza di un piano che contemplerebbe un intervento militare jugoslavo in caso di proclamazione dell'indipendenza slovena. Uno fra i sospetti informatori sarà processato da un tribunale militare che utilizzerà per comunicare con l'imputato la lingua serbo-croata, in spregio alla regola del plurilinguismo
- 1990: vengono indette libere elezioni in Slovenia, Croazia, Macedonia e Bosnia-Erzegovina. In Slovenia vince la coalizione democristiana Demos. Alla Presidenza della Repubblica è però confermato il comunista Milan Kučan. Il 23 dicembre 1990 l'88,2% degli Sloveni vota a favore dell'indipendenza dalla Jugoslavia

## Slovenia indipendente
Il 25 giugno 1991 la Slovenia dichiarò l'indipendenza dalla Jugoslavia, e vinse la successiva guerra dei dieci giorni riuscendo così ad ottenere il riconoscimento della propria sovranità. Il Paese riuscì poi a non essere coinvolto nella guerra civile jugoslava.
Con l'indipendenza inizia un riavvicinamento della nazione al contesto storico-politico dell'Europa Centrale, nel quale si era svolta gran parte della sua storia. Nel 2004 la Slovenia entra a far parte dell'Unione europea e della NATO, e nel 2007 adotta l'euro come propria moneta.
- 1991: proclamazione dell'indipendenza della Slovenia (25/26 giugno). Un breve conflitto fra Serbia e Slovenia abortisce quasi sul nascere. Il 27 giugno interviene l'esercito jugoslavo (Guerra dei dieci giorni) in Slovenia, ma l'8 luglio, a seguito dell'accordo di Brioni, si ritira. Con tale accordo lo Stato jugoslavo riconosce l'indipendenza della Slovenia
- 1992: la CEE, non senza esitazioni, riconosce l'indipendenza di Slovenia e Croazia. La Slovenia entra a far parte dell'ONU
- 1997: Milan Kučan è riconfermato presidente

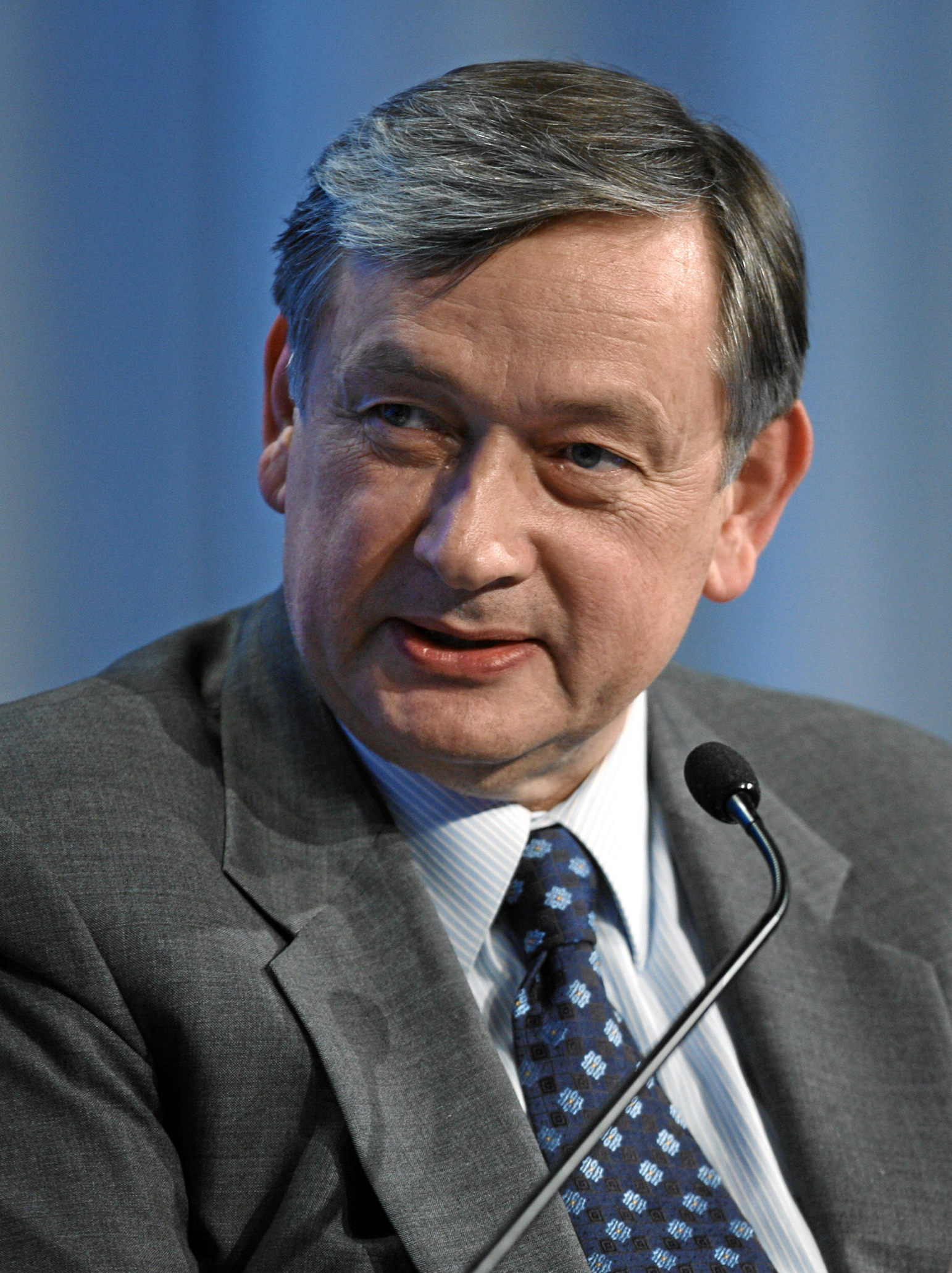
Danilo Türk, presidente della Slovenia dal 2007 al 2012

- 2002: l'ex primo ministro Janez Drnovšek è eletto presidente
- 2004: in maggio la Slovenia entra a far parte dell'Unione europea
- 2007: la Slovenia adotta l'euro, a novembre è eletto presidente Danilo Türk
- 2008: il 1º gennaio in Slovenia vengono applicati gli Accordi di Schengen, previsti dal trattato cui lo Stato ha precedentemente aderito. La Slovenia assume la presidenza di turno dell'Unione europea, primo tra i dieci nuovi Stati membri entrati a far parte dell'Unione nel 2004